# Axel (namn)
Axel eller Aksel är ett mansnamn, en dansk form av det hebreiska namnet Absalom som betyder 'fadern är fred'. Äldsta belägget i Sverige är från år 1371.
Axel var ett av de tio vanligaste förnamnen under hela senare delen av 1800-talet. Riktigt så vanligt var inte Axel i slutet av 1900-talet, men trenden är just nu[när?] snabbt ökande. Den 31 december 2015 fanns det totalt 58 023 personer i Sverige med namnet, varav 17 978 hade det som tilltalsnamn. År 2003 fick 1 351 pojkar namnet, varav 671 fick det som tilltalsnamn. 
Axel har namnsdag den 16 juni i Sverige. I den finlandssvenska namnsdagslängden har Axel namnsdag 23 mars sedan starten 1929, då en egen namnsdagskalender togs i bruk för finlandssvenskar.

## Personer med namnet Axel/Aksel
- Axel av Danmark (1888–1964), dansk prins
- Axel Broström, skeppsredare
- Axel Brusewitz, statsvetare, professor skytteanus
- Axel Cadier, brottare, OS-guld 1936, OS-brons 1932
- Johan Axel Cedercreutz, svenskfödd friherre, generalmajor och guvernör
- Axel Danielsson, socialdemokratisk tidningsman
- Axel Düberg, skådespelare
- Axel Ebbe, skulptör
- Axel Enström (1875-1948), elektroingenjör, kommerseråd
- Axel Enström (företagsledare) (1893-1977), verksam inom SCA
- Axel von Fersen den äldre (1719–1794), greve, fältmarskalk och riksråd
- Axel von Fersen (1755–1810), greve och riksmarskalk (Fersenska mordet)
- Axel von Fersen (1798–1838), greve, godsägare och militär
- Axel Fridell, konstnär
- Akseli Gallen-Kallela (född Axel Waldemar Gallén), finsk konstnär
- Axel Gjöres, politiker (S), f.d. statsråd
- Axel Grönberg, brottare, OS-guld 1948 och 1952
- Axel Hagnell, författare
- Axel Holm, konstnär
- Axel Hägerström, filosof
- Axel Gabriel Ingelius, finsk kompositör och författare
- Axel Janse (gymnast), OS-guld 1912
- Axel Jensen, norsk författare
- Axel Jonsson-Fjällby, ishockeyspelare
- Erik Axel Karlfeldt, poet, nobelpristagare i litteratur 1931
- Axel Key, patolog, riksdagsledamot, skriftställare, rektor för Karolinska institutet
- Axel Kielland, norsk författare
- Axel Kock, professor, universitetsrektor, ledamot av Svenska akademien
- Aksel Larsen, dansk politiker
- Axel Lewenhaupt (1626–1668), greve och överste
- Axel Lewenhaupt (1917–2018), greve och diplomat
- Axel Liffner, författare och litteraturkritiker
- Axel Lillie (1603–1662), greve och fältmarskalk
- Axel Lillie (1637–1692), greve och landshövding
- Aksel Lindström, författare
- Axel Ljung, friidrottare och gymnast, OS-guld i lag 1908
- Axel Moberg, professor, universitetsrektor
- Axel Munthe, läkare och författare
- Axel Möller, astronom, professor, universitetsrektor
- Axel Nordlander, ryttmästare, OS-guld i fälttävlan 1912
- Axel Norling, gymnast, OS-guld 1908 och 1912
- Axel Oxenstierna (1583–1654), greve och rikskansler
- Axel Pehrsson-Bramstorp, politiker och lantbrukare, statsminister 1936
- Axel W. Persson (cyklist), OS-guld 1912
- Alex Rodrigo Dias da Costa (född 1982), en brasiliansk fotbollsspelare
- Axel Rydin (seglare), OS-guld 1920
- Aksel Sandemose, dansk-norsk författare
- Axel af Sillén, agronom, akademitjänsteman
- Axel Sjöblom, gymnast, OS-guld i lag 1908
- Axel Stensson Leijonhufvud, riksråd, ståthållare, lagman
- Axel Strand, fackföreningsledare och politiker (S)
- Axel Ståhle, flera personer
  - Axel Ståhle (1891–1987), tävlingsryttare, OS-guld 1924
  - Axel Ståhle (1894–1973), överste
- Axel Svedelius, företagsledare, politiker och ämbetsman
- Axel Trolle-Wachtmeister (1812–1907), landshövding
- Axel Törneman, konstnär
- Axel Wallenberg (skulptör), skulptör, medaljkonstnär och tecknare
- Axel Welin, flera personer
  - Axel Welin (ingenjör) (1862–1951), uppfinnare och industriman
  - Axel Welin (militär) (1899–1983), överste
- Axel Wenner-Gren, företagsledare och finansman
- Axel Vennersten, f.d. statsråd, f.d. riksmarskalk
- Axel Westling, ämbetsman
- Axel Wikström, längdåkare
- Carl-Axel Dominique, musiker
- Carl-Axel Hageskog, tennistränare
- Carl-Axel Heiknert, skådespelare, teaterchef
- Jacob Axel Josephson, tonsättare
- Carl Axel Petri, jurist, statsråd
- Dan-Axel Broström, skeppsredare
- Per-Axel Branner, skådespelare, regissör, manusförfattare och teaterchef
- Richard Axel, amerikansk läkare och biokemist, nobelpristagare i fysiologi eller medicin 2004

### Fiktiva personer med namnet Axel/Aksel
- Axel, en av Karl XII:s livdrabanter i en berättande dikt med samma namn av Esaias Tegnér från 1822.[3][4]
- Axel, av Strindberg ofta använt namn på sitt alter ego, som bland annat förekommer i En dåres försvarstal, brevsamlingen Han och hon, romanen I havsbandet och i novellen Karantänsmästarns berättelser som ingår i Fagervik och Skamsund. Hans kvinnliga motpart är Maria.[5]